# Havířov-Suchá (železniční zastávka)
Havířov-Suchá je železniční zastávka v městské části Prostřední Suchá statutárního města Havířova. Leží na elektrizované dvojkolejné železniční trati Ostrava-Svinov – Český Těšín. Na území města se ještě dále nachází stanice Havířov a zastávka Havířov střed.

## Historie
Původní trať z Kunčic do Prostřední Suché byla uvedena do provozu 15. listopadu 1911. Vedla původně o něco severněji přes Dolní Suchou kolem dolů, jenže kvůli poddolování byla v roce 1961 vybudována nová trať. V roce 1962 byla trať zdvoukolejněna a o dva roky později, v roce 1964, byla trať elektrizována.

## Popis
Před nádražím se nachází zastávka MHD. Přechod mezi nástupišti je možný pouze přes silniční podjezd, kde vede chodník pro pěší. Na obou stranách se nacházejí přístřešky pro cestující.

## Provoz osobní dopravy
Zastávku obsluhují osobní a spěšné vlaky linek S9 a R61 Českých drah (na trase Opava východ – Ostrava-Svinov – Havířov – Český Těšín) v pracovní dny v půlhodinovém intervalu a o víkendech v hodinovém. Vlaky ostatních kategorií zastávkou projíždějí.

## Služby ve stanici
Cestujícím jsou ve stanici poskytovány následující služby: veřejné parkoviště a zastávka MHD. 

## Fotogalerie

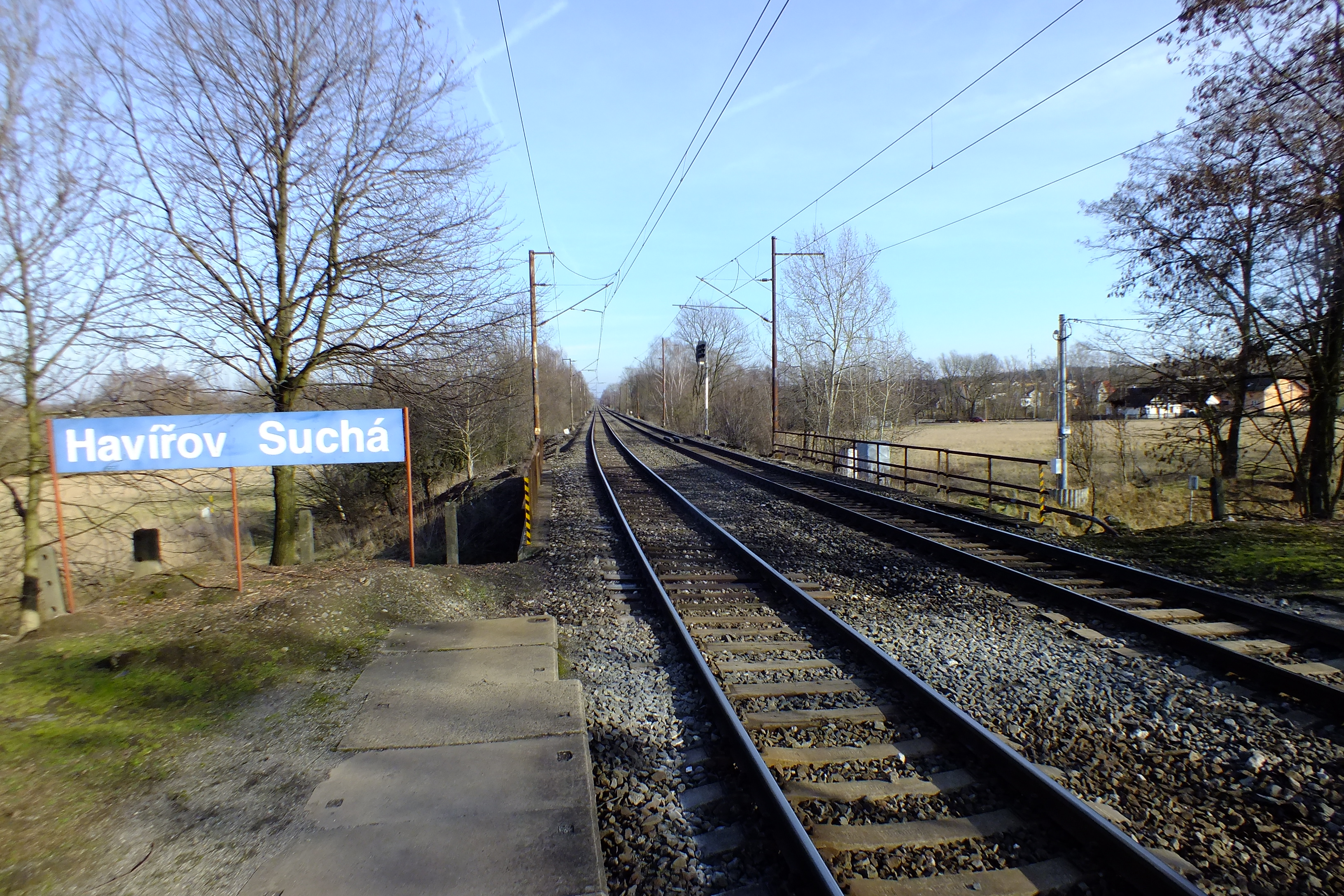
Pohled směr Albrechtice
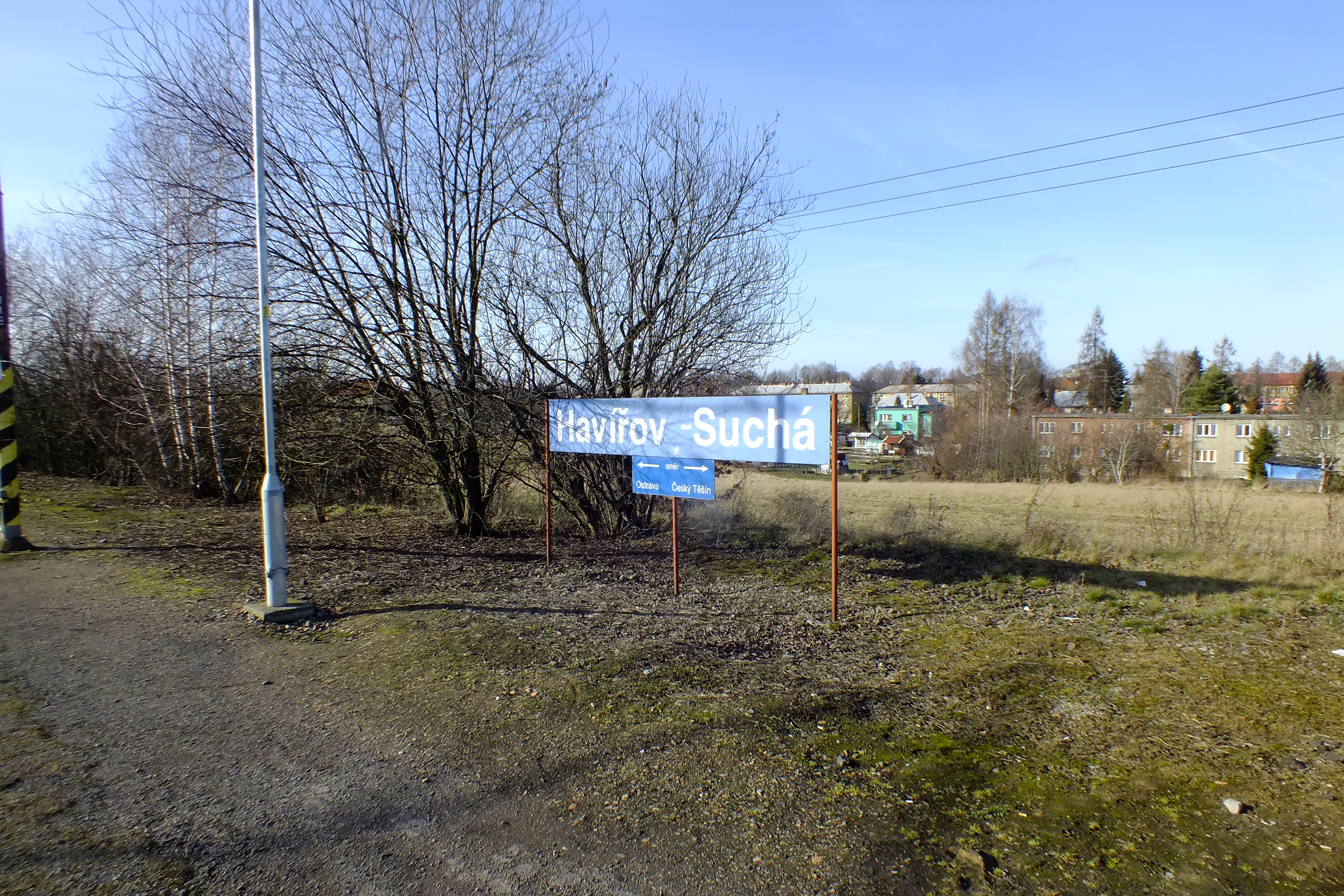
Cedule s názvem zastávky
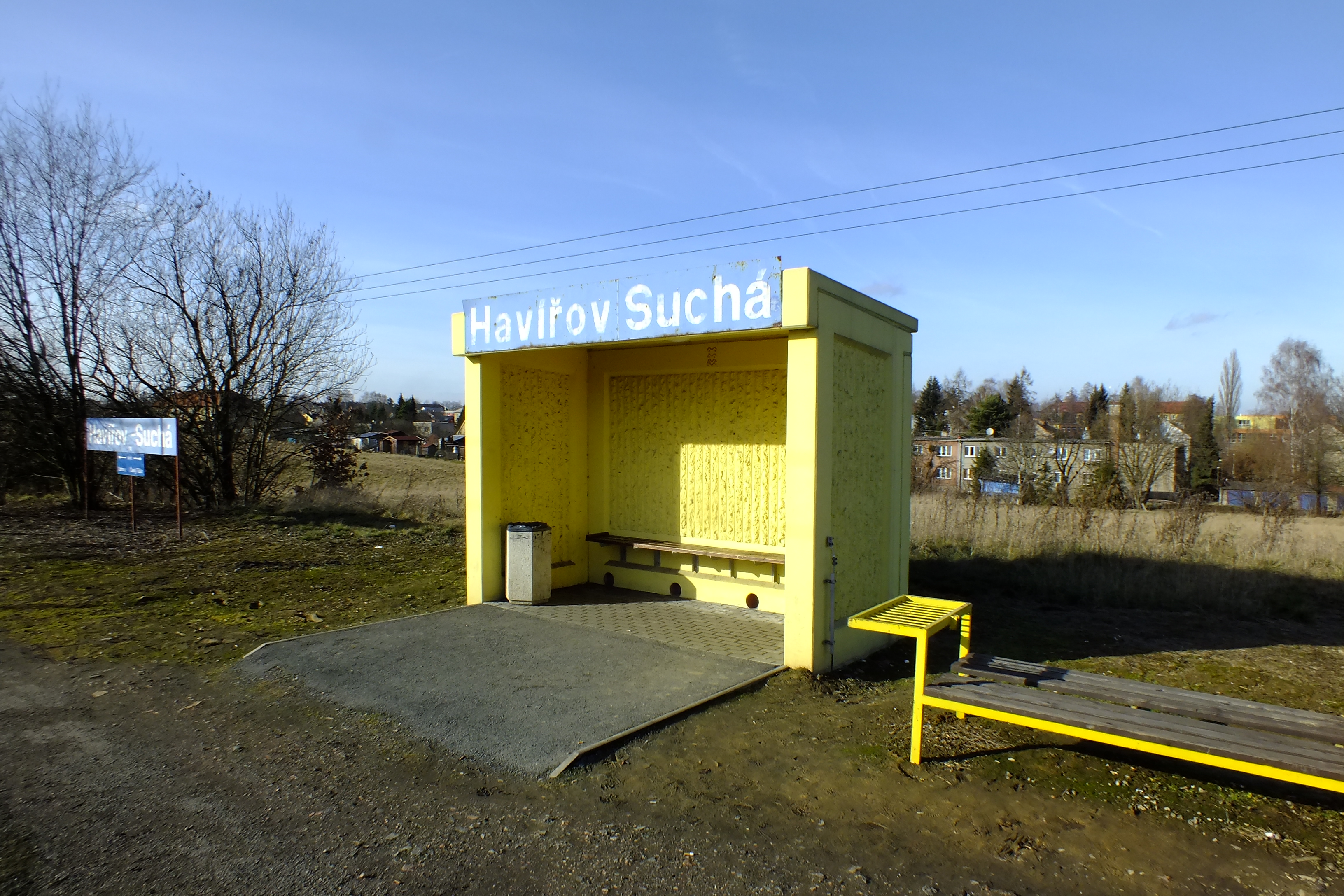
Přístřešek pro cestující